# 外行星
外行星是太陽系內軌道在主小行星帶外側的行星，因此所指的就是氣態巨行星。依照它們與太陽的距離，依序為：
- 木星：太陽系最大的行星，擁有4顆非常大的衛星。
- 土星：太陽系第2大的行星，有著巨大且明亮的環系統。
- 天王星：太陽系第3大的行星，但質量卻是4顆外行星中最低的[1]。它的自轉軸非常傾斜，幾乎是躺在它公轉太陽的軌道平面上。
- 海王星：太陽系第4大的行星，體積是外行星中最小的，但質量是第3大。它有一顆逆行的大衛星和許多小衛星。

所有的外行星都有環，但除了土星，所有的環從地球看都非常的黯淡。
這些氣態巨行星的另一個特性是他們都有很多的天然衛星，其中的兩顆衛星，佳麗美德和泰坦比水星這顆行星還要大。這一對和埃歐、歐羅巴、卡利斯多和崔頓，也都比矮行星的冥王星和鬩神星大。
這一區域的空間也被為數眾多的半人馬小行星、特洛伊小行星和彗星充斥著。
冥王星從它在1930年被發現後一直被認為是外行星，直到2006年國際天文學聯合會重新定義行星後，才被歸類為矮行星。（參見：古柏帶）。

## 探測

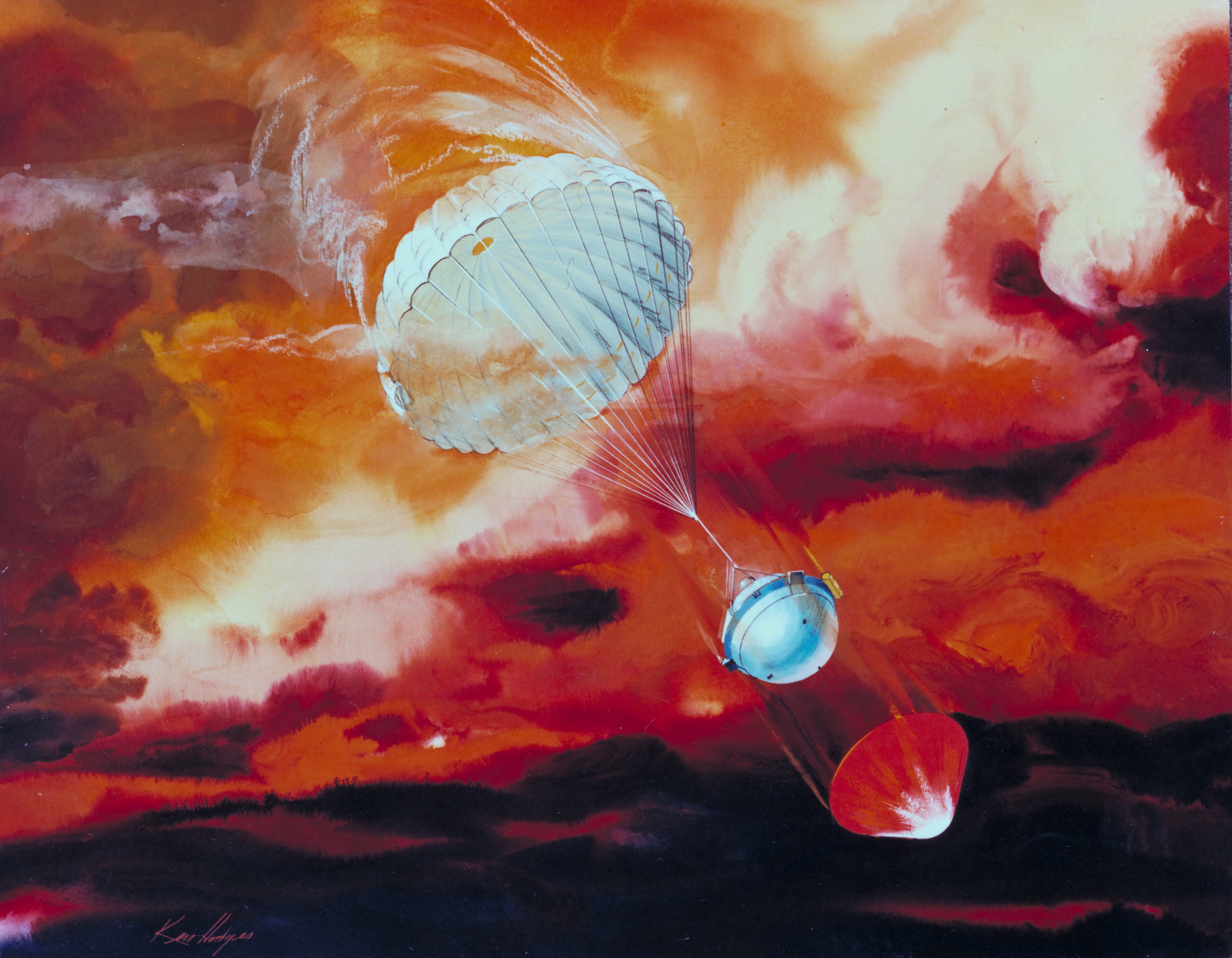
伽利略探針在1995年被扔進木星大氣。它由伽利略號探測器攜帶前往木星系統，在那兒被釋放，並在高速進入大氣層之後倖存了57分鐘。

包括先鋒10號、先鋒11號、航海家1號、航海家2號、尤里西斯號、伽利略號探測器、卡西尼-惠更斯號和新視野號都已經親臨現場探測過。環繞木星的朱諾號和環繞土星的卡西尼號是現在正在進行的探測，計畫的任務還可能包括外行星旗艦任務；還有其它項的建議，像是天王星軌道探測器。卡西尼號和新視野號都曾經飛掠過木星。
使探測外行星容易得多的一項突破概念是利用行星的重力助推。在1960年代發現太空船接近像木星這樣的行星時，可以被加速到更高的速度。這允許小推力的火箭也可以用來發射外行星探測器。
另一種有前途的技術，是在深空1號上實驗的離子引擎。離子引擎可以比現在使用的化學燃料火箭推進劑更有效率。
| 太空船     | 發射 （年） | 木星 | 土星 | 天王星 | 海王星 | 結束 （年） |
| ---------- | ----------- | ---- | ---- | ------ | ------ | ----------- |
| 先鋒10號   | 1972        | 飛越 |      |        |        | 2003        |
| 先鋒11號   | 1973        | 飛越 | 飛越 |        |        | 1995        |
| 航海家1號  | 1977        | 飛越 | 飛越 |        |        | －          |
| 航海家2號  | 1977        | 飛越 | 飛越 | 飛越   | 飛越   | －          |
| 伽利略號   | 1989        | 軌道 |      |        |        | 2003        |
| 伽利略探針 | 1989        | 進入 |      |        |        | 1995        |
| 尤利西斯號 | 1990        | 飛越 |      |        |        | 2009        |
| 卡西尼號   | 1997        | 飛越 | 軌道 |        |        | －          |
| 新視野號   | 2006        | 飛越 |      |        |        | －          |
| 朱諾號     | 2011        | 軌道 |      |        |        | －          |

## 任務概念

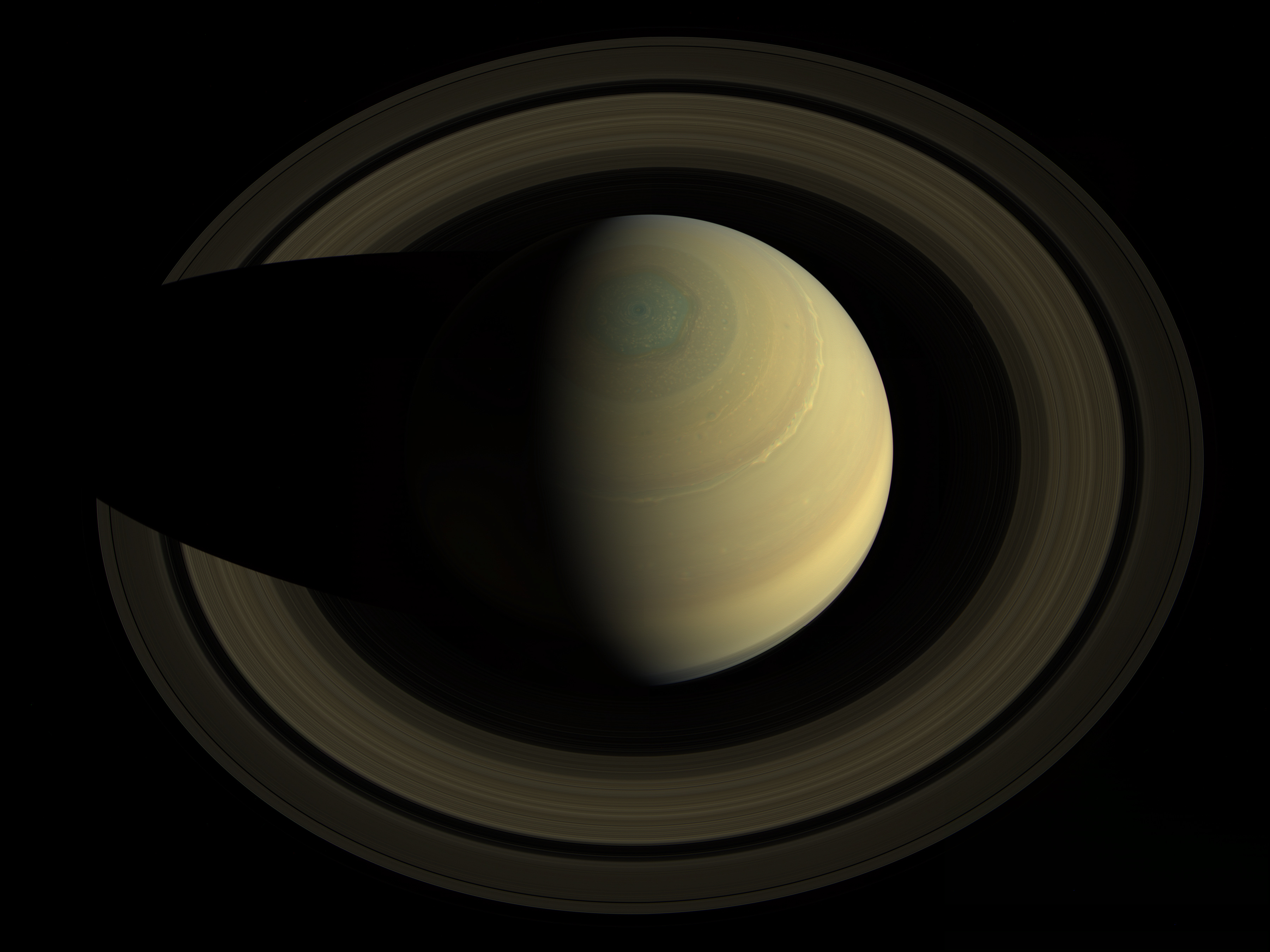
卡西尼-惠更斯號拍攝的土星北半球實際影像。

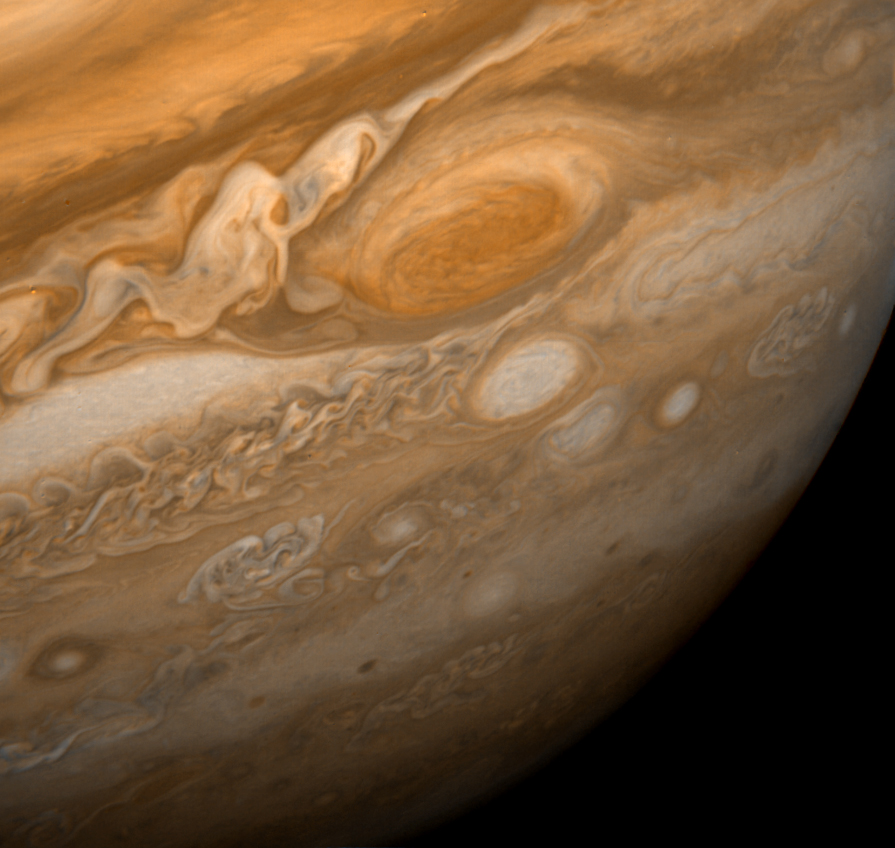
航海家1號在1979年2月25日拍攝的木星大紅斑。

任務概念列表：
- 阿爾戈號[3] - 飛越木星、土星、海王星和古柏帶。
- AVIATR（泰坦飛機）[4]
- Chiron Orbiter Mission Concept Study[5]
- Enceladus Flyby & Sample Return Concept Studies[5]
- Enceladus Orbiter Concept Study[5]
- Europa Flyby[6]
- Europa Flyby Study[7]
- Europa Lander[6]
- Europa Lander Study[7]
- Europa Orbiter[6]
- Exploration of Jovian Atmosphere Using Nuclear Ramjet Flyer[8]
- Ganymede Orbiter Concept Study[5]
- Io Observer Concept Study[5]
- Journey to Enceladus and Titan（英语：Journey to Enceladus and Titan） (JET)[9]
- Jupiter Europa Orbiter Study[5]
- Life Investigation For Enceladus (LIFE) - flyby sample return for Enceladus and Saturn's E-ring.[10]
- Neptune-Triton-Kuiper Belt Objects Mission Concept Study[5]
- Saturn Atmospheric Entry Probe Study[5]
- Saturn Ring Observer Concept Study[5]
- Titan Lake Probe Concept Study[5]
- 土衛六－土星系統任務[5]
- Titan Rover[11]
- Trojan Tour Concept Study[5]
- Uranus and Neptune Orbiter and Probe Concept Studies[5]
- 天王星軌道探測器
- Uranus Pathfinder（英语：Uranus Pathfinder）[12]

## 進階讀物
- Solar Power for Outer Planets Study (2007) – NASA Glenn Research Center（页面存档备份，存于）
- Human Outer Planet Exploration (2003) – NASA Langley Research Center and Princeton University
- Future Exploration of the Outer Planet Satellites: A Decadal Perspective (2009)（页面存档备份，存于）

## 外部連結
- Outer Planets Assessment Group (NASA)** （页面存档备份，存于）
- U.S. Centennial of Flight Commission - Exploration of the Outer Planets
- Space Probes to the Outer Planets（页面存档备份，存于）